# HIPERLAN

Розвиток технології

HIPERLAN (англ. High Performance LAN) - у 1991 р. European Telecommunications Standard Institute (ETSI) приступив до розробки стандарту високошвидкісної бездротової технології. Специфікація була ратифікована у 1996 р. і стала позначатися, як HIPERLAN Type 1, оскільки Type 2 буде ставитися до мереж ATM. Вона передбачає вузькосмуговий радіозв'язок між вузлами в діапазоні 5,2 GHz і забезпечує швидкість передачі 23,5 Mbps.

## Комунікаційна модель
Фізичний рівень відповідає за кодування даних і передачу їх у вигляді радіосигналів. Що стосується МАС-рівня, то його функції стандарт поділяє на дві частини: безпосередньо управління доступом до середовища (МАС) та управління і доступ до каналу Channel Access and Control (CAC). МАС-рівень реалізує набір протоколів, які забезпечують безпеку, маршрутизацію, енергозберігаючі функції та обмін даними з протоколами вищих рівнів. 
САС описує процедуру доступу до каналу у випадках, коли він зайнятий або вільний, і механізм дозволу конфліктів в залежності від пріоритетів. Саме цей рівень реалізує ієрархічно незалежних, невитисняючих (без переривання обслуговування при надходженні більш високопріоритетних запитів) пріоритетний доступ. 

## Модуляція
У відношенні методів модуляції розробники HIPERLAN, використали схему, таку ж, як і в GSM, - найбільш поширеного стандарту цифрового радіопередачі. Це - гауссова модуляція з мінімальним зрушенням (Gaussian Minimum Shift Keying - GMSK). У ній амплітуда переданого сигналу залишається постійною, що дозволяє пред'являти не дуже жорсткі вимоги до лінійності підсилювача. GMSK дає можливість досягти дуже високої швидкості передачі при більш низькій вартості реалізації, в порівнянні з альтернативними схемами.

## Швидкість передачі даних і корисне навантаження
На фізичному рівні ця технологія забезпечує швидкість передачі сигналів до 23,53 Mbps. Оскільки, крім призначених для користувача даних, пакет містить також і необхідну службову інформацію, то реальна швидкість буде менше. При використанні довгих пакетів HIPERLAN може підтримувати швидкість до 18 Mbps на один канал, яких зазвичай буває декілька.

## Топологія
Найпростішою топологією для взаємозв'язку бездротових систем є стільникова модель. У ній весь трафік проходить через "контролер", який реалізує механізм просування даних до одержувача. Кожен HIPERLAN-пристрій налаштовується таким чином, щоб вибрати один і тільки один довколишній контролер, і через нього передається весь трафік. Якщо одержувач знаходиться поза стільником, контролер буде шукати найближчий транзитний вузол на шляху до нього. У разі однорангових комунікацій такий контролер не потрібен. При розташуванні всіх вузлів в зоні радіовидимості зв'язок між ними здійснюється по протоколу "точка - точка" або за допомогою широкомовних пакетів. В іншому випадку необхідно реалізувати деякий протокол просування пакетів до вузла, що знаходиться на значній відстані.

## Виявлення сусідніх вузлів
Для підтримки динамічних систем будь-якого типу термінальний пристрій (наприклад, ноутбук) повинен оголосити про свою присутність "сусідам" або стільниковому контролеру у разі фіксованої інфраструктури. Зазвичай це виконується двома шляхами: динамічним опитуванням (polling) або повідомленням, що ідентифікує відправника. У технології HIPERLAN реалізується другий спосіб, відомий як "вітання" ("Hello" function). Кожен пристрій періодично, приблизно через 30 с, посилає своїм сусідам відповідний широкомовний пакет, який містить всю необхідну інформацію для побудови "карти" мережі.

## Ретрансляційна маршрутизація
У повідомленні, що містить вітальний широкомовний пакет, знаходиться, зокрема, інформація про сусідів відправника та комунікаційної ролі кожного - хто з них є ретранслятором (Forwarder), а хто ні (Non-Forwarder). Ретранслятори використовують цю інформацію для того, щоб побудувати карту з'єднань і визначити маршрути до кожного пристрою. Пакети передаються від ретранслятора до ретранслятора до тих пір, поки вони не будуть доставлені за призначенням або поки не закінчиться час їхнього життя. Таким способом досягається самоорганізація системи.

## Безпека
Питання безпеки в бездротових мережах стоять особливо гостро. У HIPERLAN вона забезпечується за допомогою того ж методу, що і в стандарті 802.11. Принципово використовується той же алгоритм Wire Equivalent Privacy (WEP), однак його реалізація в HIPERLAN трохи відмінна. Кожен пакет містить в заголовку двухбітовий поле, яке вказує, є чи ні дані зашифрованими. Якщо так, в заголовку визначається один із трьох можливих ключів. Оскільки дійсний ключ вибирається як результат інтерпретації ідентифікатора, то в даному випадку для ключів застосовна довільна схема розподілу. 
Що стосується специфікації 802.11, то внаслідок низької швидкості передачі в таких мережах, сумісні з нею пристрої навряд чи завоюють широку популярність. Дійсно, не встигло перше покоління подібних продуктів з'явитися на ринку, як індустрія спішно взялася за розробку більш високошвидкісної версії. Нова специфікація носить назву 802.11TGb і визначає швидкість передачі даних до 11 Mbps. Вона є, по суті, прямим продовженням стандарту 802.11 і сумісна з ним на швидкостях 1 і 2 Mbps. Очевидно, що підтримують цей стандарт пристрої повинні працювати в діапазоні частот 2,4 GHz, однак для забезпечення високої швидкості будуть використовувати іншу схему модуляції - деяку модифікацію методу DSSS.